# 이바라키현 제6구
이바라키현 제6구(일본어: 茨城県第6区)는 일본의 중의원 선거구이다. 1994년 일본 공직선거법이 개정되면서 신설되었다. 이바라키현의 선거구 중에서는 유권자 수가 가장 많다.

## 지역
- 쓰쿠바시
- 쓰치우라시
- 이시오카시
- 오미타마시 (구 다마리 촌 일대)
- 가스미가우라시
- 쓰쿠바미라이시

## 역대 국회의원
- 니와 유야 (소속 정당: 자유민주당, 임기: 1996년 ~ 2009년)
- 오이즈미 히로코 (소속 정당: 민주당, 임기: 2009년 ~ 2012년)
- 니와 유야 (소속 정당: 자유민주당, 임기: 2012년 ~ 2017년)
- 구니미쓰 아야노 (소속 정당: 자유민주당, 임기: 2017년 ~ 현재)